# 提顿斯方程
提顿斯方程（英語：Tetens equation）是计算平整冰面和平整液面上水饱和蒸气压的经验公式。由德国自然科学家奥托·提顿斯（Otto Tetens）于1930年发表于世。该公式常在气象学领域使用，虽然国际气象组织建议采用公认最为精确的戈夫-格雷奇方程计算水的饱和蒸气压，但由于该方程形式略为复杂，工程上常采用包括提顿斯公式在内的较为简单的经验公式来计算水饱和蒸气压。该方程在形式上和奥古斯特-洛希-马格努斯方程（August-Roche-Magnus equation）相同，只不过前者指数以10为底，后者以自然常数e为底。有时合称为马格努斯-提顿斯公式（Magnus & Tetens formula）或马格努斯-提顿斯近似（Magnus–Tetens approximation）。

## 公式
提顿斯公式是在克劳修斯-克拉佩龙方程基础上并假定蒸发潜热为常数 (实际随气温变化而异) 推导出来的。其表达式如下：
{\displaystyle P=0.61078\exp \left({\frac {aT}{b+T}}\right),}
平冰面（0°C以下）：a=21.8745584，b=265.5，由Murray提出；
平液面（0°C以上）：a=17.2693882，b=237.3
式中T为摄氏温度（°C），P为千帕斯卡（kPa），在35°C 以下，提顿斯公式计算出的饱和蒸汽压值与准确值误差在1 Pa以内，特别是-10-0°C之内精度很高。在40°C以上，提顿斯公式误差开始明显增大。
大卫·博尔顿（David Bolton）于1980年提出了提顿斯公式的改进版本，其平冰面和提顿斯公式相同，但平液面变成{\displaystyle P=0.6112\exp \left({\frac {17.67T}{243.5+T}}\right)}，其改进了0-25°C范围内的精度，但牺牲了25°C以上的精度。